# Cumainocloidus cordillerae
Cumainocloidus cordillerae is een rechtvleugelig insect uit de familie Ommexechidae. De wetenschappelijke naam van deze soort is voor het eerst geldig gepubliceerd in 1913 door Bruner.